# Alec Baldwin
Alexander Rae „Alec” Baldwin III (ur. 3 kwietnia 1958 w Amityville) – amerykański aktor, producent filmowy, komik i działacz polityczny. Laureat trzech nagród Emmy, trzech Złotych Globów i ośmiu nagród Gildii Aktorów Ekranowych, a także nominowany do Oscara dla najlepszego aktora drugoplanowego, Tony Award i nagrody BAFTA.

## Życiorys

### Wczesne lata
Urodził się w Amityville w stanie Nowy Jork jako najstarszy syn nauczyciela historii Alexandra Rae Jr. i Carol Newcomb (z domu Martineau). Jego młodsi trzej bracia – Daniel (ur. 1960), William (ur. 1963) i Stephen (ur. 1966) – zostali również aktorami. Ma dwie siostry – starszą Elizabeth (ur. 1955) i młodszą Jane (ur. 1965). Dorastał w rodzinie rzymskokatolickiej z irlandzkimi i francuskimi korzeniami.
W szkole średniej Massapequa High School grał w piłkę nożną i pracował jako pomocnik kelnera w kontrowersyjnym klubie dyskotekowym Studio 54 w Nowym Jorku. Początkowo chciał zostać prawnikiem. W latach 1976–1979 studiował na wydziale prawa, socjologii i nauk politycznych na George Washington University, w stanie Nowy Jork, gdzie po latach ubiegał się o stanowisko przewodniczącego samorządu, lecz zabrakło mu dwóch głosów.
Z aktorstwem zetknął się za sprawą teatru studenckiego. W 1979 uczył się aktorstwa w nowojorskim Lee Strasberg Theatre and Film Institute, a także z Mirą Rostova w Moscow Art Theater i wystąpił w komedii Williama Szekspira Sen nocy letniej. W 1994 ukończył studia na wydziale dramatu Uniwersytetu Nowojorskiego, gdzie pisał pracę na temat Ala Pacino i jego metody pracy aktorskiej.

### Kariera
Zadebiutował na małym ekranie jako Billy Allison Aldrich w operze mydlanej NBC The Doctors (1980-1982). Niedługo potem przeprowadził się z Nowego Jorku do Los Angeles. Został obsadzony w kilku produkcjach CBS, w tym w serialu Klinika w Teksasie (Cutter to Houston, 1983-1984) w roli doktora Hala Wexlera z Shelley Hack i Jimem Metzlerem, operze mydlanej Knots Landing (1984–1985) jako Joshua Rush, zdobywając za nią nagrodę Soap Opera Digest, a także w dramacie telewizyjnym Słodki rewanż (Sweet Revenge, 1984) w roli majora Alexa Breena z Kelly McGillis. W dramacie telewizyjnym NBC Miłość w biegu (Love on the Run, 1985) opartym luźno na prawdziwych wydarzeniach w Ohio z początku lat 80. ze Stephanie Zimbalist zagrał postać oskarżonego o zabójstwo w obronie własnej Seana Carpentera.
W 1986 po raz pierwszy trafił na Broadway w roli Dennisa w czarnej komedii Joego Ortona Łup (Loot, 1986) z Zoë Wanamaker i Željko Ivankiem, za którą odebrał Theater World Award. W 1990 jako Peter w komedii off-broadwayowskiej Preludium miłości (Prelude to a Kiss) otrzymał nagrodę Obie. W 1992 na Broadwayu za kreację Stanleya Kowalskiego w sztuce Tennessee Williamsa Tramwaj zwany pożądaniem wystawionej w 1992 na Broadwayu przyniosła mu nominację do nagrody Tony, a występując w sztuce Caryla Churchilla Serious Money zebrał pełne zachwytów recenzje.
Na dużym ekranie pojawił się po raz pierwszy w filmie Twoja na zawsze, Lulu (Forever, Lulu, 1986) z Deborah Harry w roli tytułowej. Następnie w 1988 wystąpił w komedii Tima Burtona Sok z żuka (Beetle Juice), melodramacie Mike’a Nicholsa Pracująca dziewczyna (Working Girl), komedii kryminalnej Jonathana Demme’a Poślubiona mafii (Married to the Mob) oraz dramacie Olivera Stone’a Talk Radio. Jednak dopiero główna rola Jacka Ryana – agenta CIA w filmie Polowanie na Czerwony Październik (The Hunt for Red October, 1990) ujawniła w pełni jego talent aktorski. W 1990 znalazł się w magazynie „People” na liście 50. najpiękniejszych ludzi świata, a w 1995 magazyn „Empire” umieścił go na 80. miejscu listy 100 najseksowniejszych gwiazd w historii kina.
Za kreację Stanleya Kowalskiego w wersji telewizyjnej CBS Tramwaj zwany pożądaniem (A Streetcar Named Desire, 1995) z Jessicą Lange był nominowany do Nagrody Emmy i Złotego Globu. W komedii romantycznej Preludium miłości (Prelude to a Kiss, 1992) z Meg Ryan pojawił się jako Peter Hoskins – młody kochanek, a potem żonkoś. Zagrał tytułową postać w filmie Russella Mulcahy Cień (1994). W 1998 zagrał tytułową rolę w off-broadwayowskiej wersji Makbeta z Angelą Bassett.
W superprodukcji Michaela Baya Pearl Harbor (2001) był podpułkownikiem Jamesem 'Jimmym' Doolittle. Na festiwalu filmowym Cinequest San Jose 2000 w San Jose, w stanie Kalifornia odebrał nagrodę Maverick Tribute. Za kreację Shelly’ego Kaplowa, gwałtownego, bezwzględnego i okrutnego, działającego według kodeksu honorowego i szanującego tradycje dyrektora kasyna w Las Vegas w melodramacie komediowym Cooler (2003) zdobył nagrodę krytyków filmowych w Dallas i Vancouver (Kanada), National Board of Review Award oraz nominację do Oscara, Złotego Globu i Złotej Satelity.
Wraz z Steve’em Martinem prowadził 82. ceremonię rozdania Oscarów.
W serialu Rockefeller Plaza 30 (30 Rock, 2006–2013) wystąpił w roli szefa produkcji w stacji telewizyjnej Jacka Donaghy’ego. Rola przyniosła mu dwie nagrody Emmy. Zagrał potem w dwóch filmach Woody’ego Allena: Zakochani w Rzymie (To Rome with Love, 2012) i Blue Jasmine (2013).
W 2010 wystąpił w sztuce Petera Shaffera Equus w John Drew Theatre w Guild Hall w East Hampton.
W 2011 otrzymał własną gwiazdę w Alei Gwiazd w Los Angeles znajdującą się przy 6352 Hollywood Boulevard.

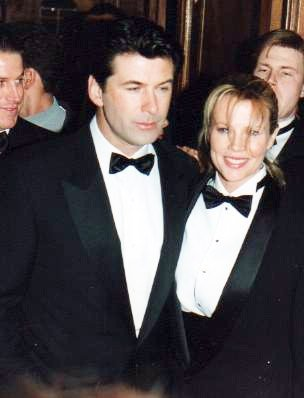
Baldwin z Kim Basinger na ceremonii wręczenia Cezarów, Paryż 1994

We wrześniu 2016 Baldwin zyskał uznanie krytyków zastępując Darrella Hammonda w roli Donalda Trumpa w parodiach debat prezydenckich w serii Saturday Night Live, zarówno podczas drugiej części amerykańskiej edycji 2016 kampanii prezydenckiej i po inauguracji. Rola Trumpa przyniosła mu nagrodę Primetime Emmy dla najlepszego aktora drugoplanowego w serialu komediowym.
Był na okładkach magazynów takich jak „TV Guide”, „Bravo”, „The Hollywood Reporter”, „GQ”, „People”, „Interview”, „Vanity Fair” i „Entertainment Weekly”.

## Życie prywatne
Romansował z aktorkami: Cheri Oteri, Ally Sheedy, Janine Turner (1983–1984), Holly Gagnier (1984–1989), Kristin Davis (2001), Tatum O’Neal (2002) i Lori Singer (2006–2010).
Na planie komedii Zawód pan młody (1991) poznał Kim Basinger, z którą 19 sierpnia 1993 się ożenił. Mają córkę Ireland „Addie” Eliesse (ur. 23 października 1995). 3 września 2002 doszło do ich rozwodu. W kwietniu 2012 zaręczył się z Hilarią Thomas, z którą spotykał się od lipca 2011, a 30 czerwca 2012 wzięli ślub. Mają córki: Carmen Gabrielę (ur. 23 sierpnia 2013), Marię Lucię (ur. 2021) urodzoną przez surogatkę i synów: Rafaela Thomasa (ur. 2015), Leonardo Ángela Charlesa (ur. 12 września 2016), Romeo Alejando Davida (ur. 17 maja 2018) i Eduardo Pau Lucasa. Pod koniec marca 2022 para ogłosiła, że spodziewa się kolejnego dziecka.
Zaangażowany w różne akcje społeczne; wspiera różne formy działalności teatralnej, finansuje schroniska dla zwierząt. Jest wegetarianinem, lubi kubańskie cygara. Jest katolikiem.
Jest zagorzałym krytykiem prezydenta USA Donalda Trumpa, którego parodiował w towarzystwie półnagiego Władimira Putina (w tej roli Beck Bennett) w programie rozrywkowym NBC Saturday Night Live, za co w 2017 otrzymał nagrodę Emmy.
2 listopada 2018 został aresztowany w Nowym Jorku po tym, gdy niedaleko jego domu w dzielnicy Greenwich Village, Baldwin pobił mężczyznę w trakcie poszukiwania miejsca do zaparkowania samochodu. Rzecznik nowojorskiej policji poinformował, że Baldwinowi zostanie postawiony zarzut agresywnego ataku na innego człowieka. Na Twitterze w ostrych słowach skomentował całe zdarzenie.
21 października 2021 na planie niezależnego westernu Rust w Santa Fe, w stanie Nowy Meksyk nieumyślnie postrzelił reżysera Joela Souzę oraz operatorkę Halynę Hutchins. Souza został poważnie ranny, z kolei Hutchins zmarła od ran w trakcie transportu do szpitala.

## Filmografia

### Filmy fabularne
| Rok  | Tytuł | Rola                                 | Uwagi |
| ---- | --- | ------------------------------------ | --- |
| 1986 | Szara sukienka (Dress Grey)                                                                                  | Rysam Slaight                        | |
| 1987 | Twoja na zawsze, Lulu (Forever, Lulu)                                                                        | Buck                                 | |
| 1988 | Ona będzie miała dziecko (She's Having a Baby)                                                               | Davis McDonald                       | |
| 1988 | Rozmowy radiowe (Talk Radio)                                                                                 | Dan                                  | |
| 1988 | Sok z żuka (Beetlejuice)                                                                                     | Adam                                 | |
| 1988 | Pracująca dziewczyna (Working Girl)                                                                          | Mick Dugan                           | |
| 1988 | Poślubiona mafii (Married to the Mob)                                                                        | Cucumber Frank de Marco              | |
| 1989 | Wielkie kule ognia (Great Balls of Fire!)                                                                    | Jimmy Swaggart                       | |
| 1989 | Tong Tana | Narrator                             | Film dokumentalny |
| 1990 | Polowanie na Czerwony Październik (The Hunt for Red October)                                                 | Jack Ryan                            | |
| 1990 | Miami Blues                                                                                                  | Frederick J. Frenger Jr.             | |
| 1990 | Alicja (Alice)                                                                                               | Ed                                   | |
| 1991 | Zawód pan młody (The Marrying man)                                                                           | Charley Pearl                        | |
| 1992 | Preludium miłości (Prelude to a Kiss)                                                                        | Peter Hoskins                        | |
| 1992 | Glengarry Glen Ross                                                                                          | Blake                                | |
| 1993 | Pełnia zła (Malice)                                                                                          | Dr Jed Hill                          | |
| 1994 | Ucieczka gangstera (The Getaway)                                                                             | Carter 'Doc' McCoy                   | |
| 1994 | Cień (The Shadow)                                                                                            | Lamont Cranston/Cień                 | |
| 1995 | Pamiętny dzień (Two Bits)                                                                                    | Narrator                             | |
| 1996 | Dziki Bill: Hollywoodzki Maverick (Wild Bill: Hollywood Maverick)                                            | Narrator                             | Film dokumentalny |
| 1996 | Pod presją (The Juror)                                                                                       | Nauczyciel                           | |
| 1996 | Więźniowie nieba (Heaven's Prisoners)                                                                        | Dave Robicheaux                      | Także producent wykonawczy |
| 1996 | Duchy Missisipi (Ghosts of Mississippi)                                                                      | Robert „Bobby” DeLaughter            | |
| 1996 | Sposób na Szekspira (Looking for Richard)                                                                    | Clarence                             | |
| 1997 | Lekcja przetrwania (The Edge)                                                                                | Robert Bob Green                     | |
| 1998 | Kod Merkury (Mercury Rising)                                                                                 | Ppłk. Nicholas Kudrow                | |
| 1999 | Złodziejski trick (Thick as Thieves)                                                                         | Mackin, złodziej                     | |
| 1999 | Zeznanie (The Confession)                                                                                    | Roy Bleakie                          | także producent |
| 1999 | Notting Hill                                                                                                 | Jeff King (chłopak Anny)             | |
| 1999 | Prawa młodości (Outside Providence)                                                                          | Stary Dunphy                         | |
| 1999 | Słowo harcerza (Scout’s Honor)                                                                               | Todd Fitter                          | Film krótkometrażowy |
| 2000 | Thomas i magiczna kolejka (Thomas and the Magic Railroad)                                                    | Pan Dyrygent                         | Również narrator |
| 2000 | Hollywood atakuje (State and Main)                                                                           | Bob Barrenger                        | |
| 2001 | Pearl Harbor                                                                                                 | Podpułkownik James 'Jimmy' Doolittle | |
| 2001 | Psy i koty (Cats & Dogs)                                                                                     | Butch (głos)                         | |
| 2001 | Final Fantasy: Wojna dusz (Final Fantasy: The Spirits Within)                                                | Kapitan Grey Edwards (głos)          | |
| 2001 | Genialny klan (The Royal Tenenbaums)                                                                         | Narrator                             | |
| 2002 | Pluto Nash (The Adventures of Pluto Nash)                                                                    | M.Z.M.                               | |
| 2003 | Cooler (The Cooler)                                                                                          | Sheldon „Shelly” Kaplow              | Nagroda Krajowej Rady Przeglądu dla najlepszego aktora drugoplanowego Vancouver Film Critics Circle Award dla najlepszego aktora drugoplanowego Dallas-Fort Worth Film Critics Association Award dla najlepszego aktora drugoplanowego Nominacja-Oscar dla najlepszego aktora drugoplanowego Nominacja- Broadcast Film Critics Association Award dla najlepszego aktora drugoplanowego Nominacja- Chicago Film Critics Association Award dla najlepszego aktora drugoplanowego Nominacja-Złoty Glob dla najlepszego aktora drugoplanowego-Motion Picture Nominacja- Online Film Critics Society Award dla najlepszego aktora drugoplanowego Nominacja-Satellite Award dla najlepszego aktora drugoplanowego–Motion Picture Nominacja-Screen Actors Guild Award za najlepszą rolę aktor w roli drugoplanowej |
| 2003 | Broadway: Złoty Wiek tych, którzy byli tam legendą (Broadway: The Golden Age, by the Legends Who Were There) | w roli samego siebie                 | |
| 2003 | Kot (The Cat in the Hat)                                                                                     | Lawrence „Larry” Quinn               | Nominacja-Złota Malina dla najgorszego aktora drugoplanowego |
| 2003 | Wędrówki z jaskiniowcami (Walking with Cavemen)                                                              | Narrator                             | Film dokumentalny |
| 2003 | Brighter Days                                                                                                | Sam                                  | Film krótkometrażowy |
| 2004 | Nadchodzi Polly (Along Came Polly)                                                                           | Stan Indursky, szef Rubena           | |
| 2004 | Double Dare                                                                                                  |                                      | Film dokumentalny |
| 2004 | Ujęcie (The Last Shot)                                                                                       | Joe Divine                           | |
| 2004 | Aviator (The Aviator)                                                                                        | Juan Trippe                          | Nominacja-Screen Actors Guild Award dla wybitnej obsady w filmie fabularnym |
| 2004 | SpongeBob Kanciastoporty (The SpongeBob SquarePants Movie)                                                   | Dennis (głos)                        | |
| 2005 | Elizabethtown                                                                                                | Phil DeVoss                          | |
| 2005 | Dick i Jane: Niezły ubaw (Fun with Dick and Jane)                                                            | Jack McCallister                     | |
| 2006 | Mini's First Time                                                                                            | Martin                               | |
| 2006 | Infiltracja (The Departed)                                                                                   | Kapitan George Ellerby               | Nagrody National Board of Review dla Najlepszej obsady Nominacja- Screen Actors Guild Award dla wybitnej obsady w filmie fabularnym |
| 2006 | Biegając z nożyczkami (Running with Scissors)                                                                | Norman Burroughs                     | |
| 2006 | Dobry agent (The Good Shepherd)                                                                              | Sam Murach                           | |
| 2007 | Dziewczyna z przedmieścia (Suburban Girl)                                                                    | Archie Knox                          | |
| 2007 | Prawo Brooklynu (Brooklyn Rules)                                                                             | Caesar Manganaro                     | |
| 2007 | Diabeł i Daniel Webster (The Devil and Daniel Webster)                                                       | Jabez Stone                          | także reżyser |
| 2008 | Dziewczyna mojego kumpla (My Best Friend's Girl)                                                             | Profesor Turner                      | |
| 2008 | Madagaskar 2 (Madagascar: Escape 2 Africa)                                                                   | Makunga (głos)                       | |
| 2008 | Sezon na kleszcza (Lymelife)                                                                                 | Mickey Bartlett                      | także producent |
| 2008 | Podróż na kraniec wszechświata (Journey to the Edge of the Universe)                                         | Narrator (głos)                      | |
| 2009 | Bez mojej zgody (My Sister's Keeper)                                                                         | Campbell Alexander                   | |
| 2009 | To skomplikowane (It's Complicated)                                                                          | Jacob Adler                          | Nagroda National Board of Review dla najlepszej obsady Nominacja-BAFTA dla najlepszego aktora w roli drugoplanowej |
| 2011 | Hick | Beau                                 | |
| 2012 | Rock of Ages                                                                                                 | Dennis Dupree                        | |
| 2012 | Zakochani w Rzymie (To Rome with Love)                                                                       | John                                 | |
| 2012 | Strażnicy marzeń (Rise of the Guardians)                                                                     | Nicholas St. North (Święty Mikołaj)  | |
| 2013 | Blue Jasmine                                                                                                 | Harold „Hal” Francis                 | |
| 2015 | Mission: Impossible – Rogue Nation                                                                           | Alan Hunley                          | |

### Telewizja
- 1980-1982: The Doctors jako Billy Allison Aldrich
- 1983: Klinika w Teksasie (Cutter to Houston) jako dr Hal Wexler
- 1984: Słodki rewanż (Sweet Revenge) jako major Alex Breen
- 1984–1986: Knots Landing jako Joshua Rush
- 1985: Hotel jako Dennis Medford
- 1985: Miłość w biegu (Love on the Run) jako Sean Carpenter
- 1986: Dress Gray jako Rysam 'Ry' Slaight
- 1987: Alamo: 13 dni chwały (The Alamo) jako pułkownik William Barrett Travis
- 1990–2011: Saturday Night Live jako Gospodarz / różne role
- 1995: Tramwaj zwany pożądaniem (A Streetcar Named Desire) jako Stanley Kowalski
- 1998: Simpsonowie (The Simpsons) w roli samego siebie
- 2000: Norymberga  (Nuremberg) jako prokurator Robert Houghwout Jackson
- 2002: Przyjaciele (Friends) jako Parker
- 2002: Na ścieżce wojennej (Path to War) jako Robert McNamara, Sekretarz Obrony Narodowej
- 2003: Tożsamość mordercy (Second Nature) jako Paul Kane
- 2004: Johnny Bravo jako Pies Bob (głos)
- 2004: Wróżkowie chrzestni (The Fairly OddParents) jako dorosły Timmy Turner (głos)
- 2004: Bez skazy (Nip/Tuck) jako dr Barret Moore
- 2004: Las Vegas jako Jack Keller
- 2005: Simpsonowie (The Simpsons) jako dr Caleb Thorn
- 2005: Will & Grace jako Malcolm
- 2006–2013: Rockefeller Plaza 30 (30 Rock) jako Jack Donaghy
- 2014: Prawo i porządek: sekcja specjalna (Law & Order: Special Victims Unit) jako Jimmie MacArthur
- 2018: The Looming Tower jako George Tenet

## Nagrody
| Rok  | Nagroda                           | Kategoria                                             | Produkcja            |
| ---- | --------------------------------- | ----------------------------------------------------- | -------------------- |
| 1985 | Nagroda Soap Opera Digest         | Najlepszy nowy aktor w serialu czasu głównego         | Knots Landing        |
| 2001 | Nagroda Gemini                    | Najlepszy miniserial dramatyczny                      | Norymberga (2000)    |
| 2006 | Nagroda Satelita                  | Najlepsza obsada filmowa                              | Infiltracja (2006)   |
| 2007 | Nagroda 57. MFF w Berlinie        | Srebrny Niedźwiedź za wybitne osiągnięcie artystyczne | Dobry agent (2006)   |
| 2007 | Złoty Glob                        | Najlepszy aktor w serialu muzycznym lub komediowym    | Rockefeller Plaza 30 |
| 2007 | Nagroda Gildii Aktorów Ekranowych | Najlepszy aktor w serialu komediowym                  | Rockefeller Plaza 30 |
| 2008 | Nagroda Emmy                      | Najlepszy aktor w serialu komediowym                  | Rockefeller Plaza 30 |
| 2008 | Nagroda Gildii Aktorów Ekranowych | Najlepszy aktor w serialu komediowym                  | Rockefeller Plaza 30 |
| 2009 | Złoty Glob                        | Najlepszy aktor w serialu muzycznym lub komediowym    | Rockefeller Plaza 30 |
| 2009 | Nagroda Emmy                      | Najlepszy aktor w serialu komediowym                  | Rockefeller Plaza 30 |
| 2009 | Nagroda Gildii Aktorów Ekranowych | Najlepszy aktor w serialu komediowym                  | Rockefeller Plaza 30 |
| 2009 | Nagroda Gildii Aktorów Ekranowych | Najlepsza obsada w serialu komediowym                 | Rockefeller Plaza 30 |
| 2010 | Nagroda Satelita                  | Najlepszy aktor w serialu komediowym                  | Rockefeller Plaza 30 |
| 2010 | Złoty Glob                        | Najlepszy aktor w serialu muzycznym lub komediowym    | Rockefeller Plaza 30 |
| 2010 | Nagroda Gildii Aktorów Ekranowych | Najlepszy aktor w serialu komediowym                  | Rockefeller Plaza 30 |
| 2011 | Nagroda Gildii Aktorów Ekranowych | Najlepszy aktor w serialu komediowym                  | Rockefeller Plaza 30 |
| 2013 | Nagroda Gildii Aktorów Ekranowych | Najlepszy aktor w serialu komediowym                  | Rockefeller Plaza 30 |
| 2017 | Nagroda Emmy                      | Najlepszy aktor drugoplanowy w serialu komediowym     | Saturday Night Live  |